# Alex Lambacher
Alexander Alex Lambacher (* 7. Oktober 1996 in Brixen, Südtirol) ist ein deutsch-italienischer Eishockeyspieler, der zuletzt bei den Heilbronner Falken in der DEL2 unter Vertrag stand.

## Karriere
Alex Lambacher begann im Nachwuchsbereich des HC Gherdëina. Mit 14 Jahren ging er nach Deutschland, wo er sich dem Mannheimer ERC anschloss. Mit den Kurpfälzern spielte er zunächst in der Schüler-Bundesliga, die 2011 und 2012 gewonnen werden konnte. Anschließend wechselte er in die Deutsche Nachwuchsliga, die er mit den Jungadlern Mannheim 2013, 2014 und 2015 gewann. Nach diesen Erfolgen zog es ihn nach Nordamerika, wo er in der North American Hockey League für die Minnesota Magicians und Coulee Region Chill auflief. 2016 kehrte er nach Mannheim zurück, wo er seither beim Profiteam der Adler Mannheim unter Vertrag steht. Die meiste Zeit seines Vertrages dort war jedoch an klassentiefere Teams verliehen: Er spielte im Herbst 2016 und in der Spielzeit 2017/18 bei den Kassel Huskies in der DEL2 und im Winter 2016/17 für den Oberligaklub Hannover Indians. Lediglich in der Spielzeit 2017/18 absolvierte er fünf DEL-Spiele für Adler Mannheim. Sein DEL-Debüt gab er am 21. November 2017, als er als Ersatz für den verletzten Marcel Goc gegen den EHC Red Bull München in den Kader berufen wurde. In der Saison 2018/19 spielte er auf Leihbasis beim DEL2-Klub Heilbronner Falken.
Im Juni 2019 wurde Lambacher von den Augsburger Panthern verpflichtet. Aufgrund von Verletzungen kam Lambacher in den folgenden zwei Spielzeiten nur auf 36 Einsätze für die Panther und verpasste aufgrund einer Hüftverletzung auch die Weltmeisterschaft 2021. Im Juni 2021 wurde er von den Heilbronner Falken verpflichtet. Im November 2022 einigte sich Lambacher mit den Falken auf eine Auflösung des Vertrags aus gesundheitlichen Gründen.

### International
Für Italien nahm Lambacher, der die deutsche und die italienische Staatsbürgerschaft besitzt, zunächst an den U18-Junioren-Weltmeisterschaften der Division I 2013 und 2014 teil. Mit der italienischen U20-Auswahl spielte er bei der Junioren-Weltmeisterschaft 2015 ebenfalls in der Division I.
Im Seniorenbereich debütierte Lambacher in der Saison 2015/16 in der italienischen Nationalmannschaft. Er nahm an den Weltmeisterschaften 2017 und 2019 in der Top-Division und an der Weltmeisterschaft 2018 in der Division I teil.

## Erfolge und Auszeichnungen
- 2011 Gewinn der Schüler-Bundesliga mit dem Mannheimer ERC
- 2012 Gewinn der Schüler-Bundesliga mit dem Mannheimer ERC
- 2013 Gewinn der Deutschen Nachwuchsliga mit den Jungadlern Mannheim
- 2014 Gewinn der Deutschen Nachwuchsliga mit den Jungadlern Mannheim
- 2015 Gewinn der Deutschen Nachwuchsliga mit den Jungadlern Mannheim
- 2018 Aufstieg in die Top-Division bei der Weltmeisterschaft der Division I, Gruppe A

## Karrierestatistik
(Legende zur Spielerstatistik: Sp oder GP = absolvierte Spiele; T oder G = erzielte Tore; V oder A = erzielte Assists; Pkt oder Pts = erzielte Scorerpunkte; SM oder PIM = erhaltene Strafminuten; +/− = Plus/Minus-Bilanz; PP = erzielte Überzahltore; SH = erzielte Unterzahltore; GW = erzielte Siegtore; 1 Play-downs/Relegation; Kursiv: Statistik nicht vollständig)